# Broken Home
«Broken Home» — песня американской рок-группы Papa Roach. Это второй сингл и третий трек с альбома Infest. Песня о семейном конфликте и эмоциях после развода. Песня выпущена 25 ноября 2000 года под мейджор-лейблом DreamWorks.

## Фон и значение
Вокалист Джекоби Шэддикс сказал, что песня Broken Home о его семье, которая «развалилась на части, застряла в середине двух родителей … Одного из них на самом деле не было там. У меня была проблема с ночным недержанием мочи для много лет, и у меня были проблемы с отцом». Он объяснил это временем отца в армии, отметив: «Когда ему было около 18 лет, мой биологический отец отправился на войну во Вьетнаме, чтобы стать убийцей для правительства США, и это действительно повлияло на его жизнь. … Эта война создала много разрушенных домов».
Басист Тобин Эсперанс добавил, что «Джекоби выбрал лирически, чтобы установить тему развода, с которой сталкиваются все в группе, и с которыми сталкиваются дети. Это еще одна болезненная тема, которую нужно поднимать, но люди просто отпускают ее, когда она приходит к этой песне». Эсперанс сказал, что его родители развелись, когда ему было шесть лет, что привело к отдаленным отношениям: «Мой папа классный, но я его не очень хорошо знаю … [Джейкоби] не видел его отца, я думаю, 13 лет».

## Музыкальный стиль
Эсперанс описал песню как «настоящий фанк-грув — тяжёлая штука». Он также отметил влияние альтернативной метал группы Helmet: «Я играл ее на репетиции, и это напомнило мне о Helmet; мы действительно были в этой группе, Helmet, с Восточного побережья, и рифф напоминал нам одну из их песни. Я не помню точную песню. Мы все просто начали играть на ней».

## Список композиций
| №  | Название                        | Длительность |
| -- | ------------------------------- | ------------ |
| 1. | «Broken Home» (album version)   | 3:41         |
| 2. | «Broken Home» (revised version) | 3:28         |
| 3. | «Last Resort» (album version)   | 3:19         |

| №  | Название                       | Длительность |
| -- | ------------------------------ | ------------ |
| 1. | «Broken Home» (album version)  | 3:41         |
| 2. | «Broken Home» (radio version)  | 3:30         |
| 3. | «Never Enough» (live)          | 3:29         |
| 4. | «Broken Home» (enhanced video) |              |

## Коммерческий успех
Хоть сингл Broken Home имел некоторую популярность, он не соответствовал популярности дебютного сингла Papa Roach Last Resort. «Broken Home» достиг пика на девятом месте в чарте Modern Rock Tracks на 18-м месте в Mainstream Rock. Песня была в чарте Modern Rock Tracks в течение 20 недель и в чарте Mainstream Rock в течение 19 недель.

## Критический прием
Чед Чилдерс из Loudwire писал, что в песне Шэддикс изображен как «мастер, обнажающий свою душу». Другие отзывы были менее позитивными, ссылаясь на чувство незрелости; Sal Cinquemani из Slant назвал этот трек «болезненно редуцирующим», а Скотт Сьюард из Spin написал, что он «[пытался] выбрать шипение у teendom с самоотверженным краем Джонатана Дэвиса».

## Видеоклип
Клип для Broken Home был снят режиссёром Маркосом Сигой . Снятый в районе среднего класса Бербанк (Калифорния), видео показывает, как группа выступает в доме. Это представление перемешивается с клипами из жизни ребенка и его неблагополучной семьи, включая злоупотребление психоактивными веществами матери, изнасилование её отцом и его неверность. Видео заканчивается тем, что группа уничтожает различные предметы в доме.
Видеоклип к песне Broken Home регулярно показывали на MTV и был номинирован в категории «Короткое музыкальное видео» на 43 премии Грэмми.

## Чарты
| Чарт (2000—2001)                      | Номер позиции |
| ------------------------------------- | ------------- |
| Austrian Singles Chart                | 42            |
| German Singles Chart                  | 34            |
| Swiss Singles Chart                   | 96            |
| U.S. Billboard Modern Rock Tracks     | 9             |
| U.S. Billboard Mainstream Rock Tracks | 18            |